# 藤堂長美

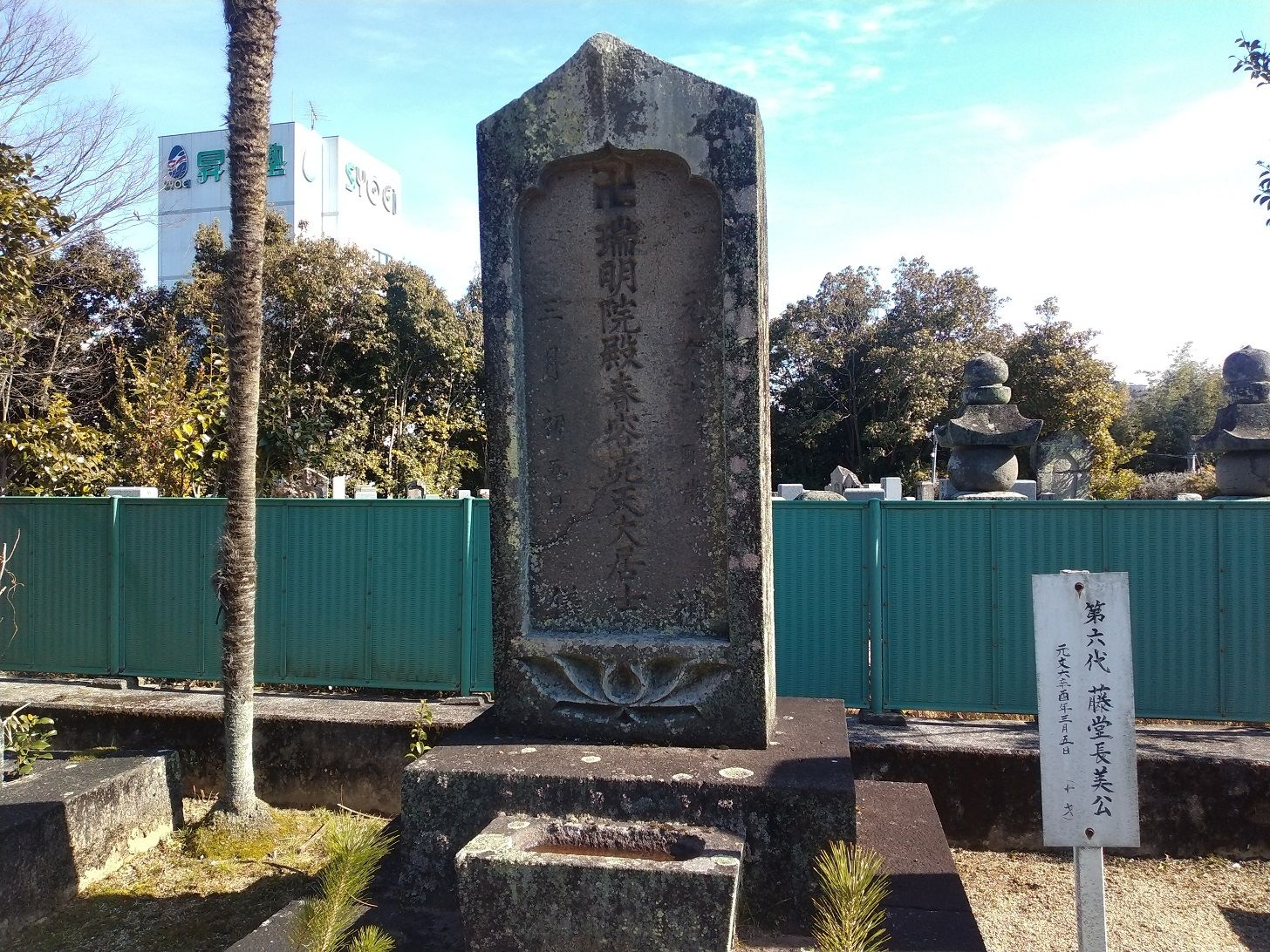
藤堂長美の墓(名張市徳蓮院)

藤堂 長美（とうどう ながよし、享保17年（1732年） - 元文6年（1741年））は、津藩士名張藤堂家（藤堂宮内家）第6代。伊賀国名張1万5000石の領主。
父は名張藤堂家第5代・長熙。弟に名張藤堂家第7代・長旧。
享保17年（1732年）、藤堂宮内長熙の三男として名張に生まれる。兄2人が早世したため嫡男となる。享保20年（1735年）、父・長熙が名張藤堂家の津藩からの独立を企て失敗した享保騒動（名張騒動）の処分で隠居したため、わずか4歳で家督相続し、名張1万5000石の領主となる。長熙が大殿として後見したが10歳で死去し、弟の長旧が家督相続した。墓所は名張市徳蓮院。